# بنفشه ریزدیس
 بنفشه ریزدیس (نام علمی: Viola epipsila) نام یک گونه از سرده بنفشه است.